# هان لي (لاعب غولف)
هان لي (بالإنجليزية: Han Lee)‏ هو لاعب غولف أمريكي، ولد في 2 سبتمبر 1977 في سول في كوريا الجنوبية.

## وصلات خارجية
- هان لي على موقع رابطة لاعبي الغولف المحترفين (الإنجليزية)
- هان لي على موقع رابطة اليابان للاعبي الغولف المحترفين (الإنجليزية)
- هان لي على موقع التصنيف العالمي الرسمي للغولف (الإنجليزية)